# Andreja Jerina
Andreja Jerina, slovenska kemičarka, ekonomistka/menedžerka, političarka * 29. marec 1961, Ljubljana.
6. oktobra 2010 je s strani Vlade Kraljevine Španije prejela Odlikovanje Izabele Katoliške za izjemne dosežke pri uveljavljanju skupnih vrednot v evropskem prostoru in pomoč Kraljevini Španiji v času njenega predsedovanja Evropski uniji v prvi polovici leta 2010.
Od 1.januarja 2009 je državna sekretarka v Službi Vlade Republike Slovenije za razvoj in evropske zadeve, pri neresornem ministru Mitji Gaspariju.
Med letoma 2005 in 2009 je bila Vrhovna državna revizorka Računskega sodišča Republike Slovenije, pristojna za revidiranje sredstev proračuna EU in članica številnih delovnih skupin na področju metodologije revidiranja sredstev proračuna EU v okviru Evropskega računskega sodišča in EUROSAI.
Med letoma 2003 in 2005 je bila državna sekretarka v [[Služba Vlade Republike Slovenije za strukturno politiko in regionalni razvoj|vladni službi za strukturno politiko.
Od podelitve statusa kandidatke Republiki Sloveniji za članstvo v EU marca 1998 do zaključka pristopnih pogajanj decembra 2002, je bila v okviru Službe Vlade Republike Slovenije za evropske zadeve odgovorna za delovanje nacionalne koordinacije pred-pristopne pomoči EU. V tem času je z Evropsko komisijo spogajala preko 40 finančnih memorandumov v skupni vrednosti preko 500 milijonov evrov. Neodvisne evalvacije in revizije Evropske komisije so pokazale, da je bila Slovenija v tem obdobju najuspešnejša kandidatka pri črpanju evropskih sredstev.
Mednarodno priznana strokovnjakinja s področja evropskih zadev s številnimi praktični izkušnjami predvsem na področju evropskega proračuna, finančnih instrumentov EU in programov pomoči EU.